# Irênio
Irênio José Soares Filho, o Irênio (Carangola, 27 de maio de 1975) é um ex-futebolista brasileiro que atuava como meia.
Iniciou e terminou sua carreira jogando pelo América Mineiro.

## Carreira
Revelado na base do América Mineiro, foi campeão Brasileiro da Série B em 1997 e campeão da Copa Sul-Minas em 2000 pelo clube.
Em 2000, se transferiu para o Atlético-MG.
Em 2001, foi contratado pela Portuguesa, onde conseguiu se destacar e assim, no mesmo ano, após um desentendimento com o técnico Candinho, foi para o futebol mexicano, para jogar pelo Tigres.
Depois de quatro anos defendendo o Tigres, onde sagrou-se vice campeão do torneio Abertura de 2001 e de Verão 2003 e foi campeão da Interliga de 2005 se transferiu para o América de México, em 2005. Passou ainda por dois outros clubes mexicanos, San Luis, em 2006, e Veracruz, 2007.
Em 2008, foi repatriado pelo Atlético-PR. Atuou com a camisa do Furacão por 19 vezes (a maioria no Campeonato Paranaense) e marcou dois gols, um contra o Iguaçu e outro contra o Toledo, e deixou o clube em setembro do mesmo ano.
Já em 2009, após uma passagem rápida pelo Qatar, onde defendeu o Al-Kharitiyath, retornou ao clube onde foi revelado, América Mineiro, e ajudou o Coelho no acesso à Série B. Com a boa campanha, foi contrato pelo Náutico em setembro de 2009, para a disputa do restante do Brasileirão da Série A.
Depois em 2010 novamente voltou ao América Mineiro, para disputar o Campeonato Mineiro e a Série B de 2010, onde atuou 29 vezes e conquistou o acesso à Série A do Campeonato Brasileiro.

## Títulos
América Mineiro
- Campeonato Brasileiro - Série B: 1997
- Copa Sul-Minas: 2000
- Campeonato Brasileiro - Série C: 2009

Atlético Mineiro
- Campeonato Mineiro: 2000